# Canton de Basse-Pointe
Le canton de Basse-Pointe est une ancienne division administrative française située dans le département et la région de la Martinique.

## Géographie
En Martinique, le canton de Basse-Pointe correspondait à la seule commune de Basse-Pointe dans l'arrondissement de La Trinité.

## Histoire
À la suite des élections territoriales de décembre 2015 concernant la collectivité territoriale unique de Martinique, le conseil régional et le conseil général sont remplacés par l'assemblée de Martinique. De fait, les cantons disparaissent.

## Administration
| Période                                                 | Période       | Identité                  | Étiquette         | Qualité                                                                         |
| ------------------------------------------------------- | ------------- | ------------------------- | ----------------- | ------------------------------------------------------------------------------- |
| 1958                                                    | 1970          | Sévère Cerland            | PCM               | Maire de Macouba (1965-1990)                                                    |
| 1970                                                    | 1976          | Marcé Bédouin             | DVD               | Maire de Basse-Pointe (1955-1977)                                               |
| 1976                                                    | 1994          | Félix Joachim (1920-2022) | DVD puis app. RPR | Instituteur Maire de Basse-Pointe (1977-1995) Suppléant du député Camille Petit |
| 1994                                                    | décembre 2015 | André Charpentier         | DVD puis FMP      | Directeur d'école Maire de Basse-Pointe (1995-2014)                             |
| Les données antérieures ne sont pas encore mentionnées. |               |                           |                   |                                                                                 |

## Composition
Le canton de Basse-Pointe se composait uniquement de la commune de Basse-Pointe et comptait 3 609 habitants (population municipale) au 1er janvier 2012,.

## Démographie
| 1961 | 1967  | 1974  | 1982  | 1990  | 1999  | 2006  | 2009  | 2012  |
| ---- | ----- | ----- | ----- | ----- | ----- | ----- | ----- | ----- |
| -    | 4 562 | 4 359 | 4 201 | 4 432 | 4 183 | 3 888 | 3 764 | 3 609 |